# Tentazioni di sant'Antonio (Dalí)
La tentazione di Sant'Antonio è un dipinto di Salvador Dalí a olio su tela (90 × 120 cm), quest'opera fu realizzata nel 1946. Oggi l'opera è conservata al Museo reale delle belle arti del Belgio di Bruxelles.
Il Santo ritratto da Dalì è tormentato da fantastiche e inquietanti visioni. Davanti a lui, al centro della composizione, stanno, oltre a quattro enormi elefanti, un mastodontico cavallo imbizzarrito che, ritto sulle zampe posteriori, sta per schiacciare il Santo. Tutti gli animali si reggono su lunghissime zampe di insetto. Questa curiosa processione di pachidermi porta sul dorso immagini di promesse sessuali e lussuriose: una donna nuda dai lunghi capelli biondi scompigliati dal vento che si accarezza sensualmente e un busto di donna che fa capolino da un edificio, citazione umoristica del “rivale” Renè Magritte.
Di fronte a tale visione Sant’Antonio è relegato in un angolo, nudo, aggrappato con forza a un masso, brandendo un crocifisso per esorcizzare queste visioni demoniache. Il trionfo del Santo è però vicino e si manifesta nell’apparizione dell’Escorial, il castello-monastero del re Filippo II, che in lontananza fa capolino tra le nuvole. Per Dalì era il simbolo della potenza dell’ordine divino e della sua supremazia sulle tentazioni terrene.
L’elefante che, al centro del quadro, trasporta il grande obelisco egizio, è una chiara citazione della scultura di Gian Lorenzo Bernini in piazza della Minerva a Roma.